# Дніпровський районний суд міста Києва

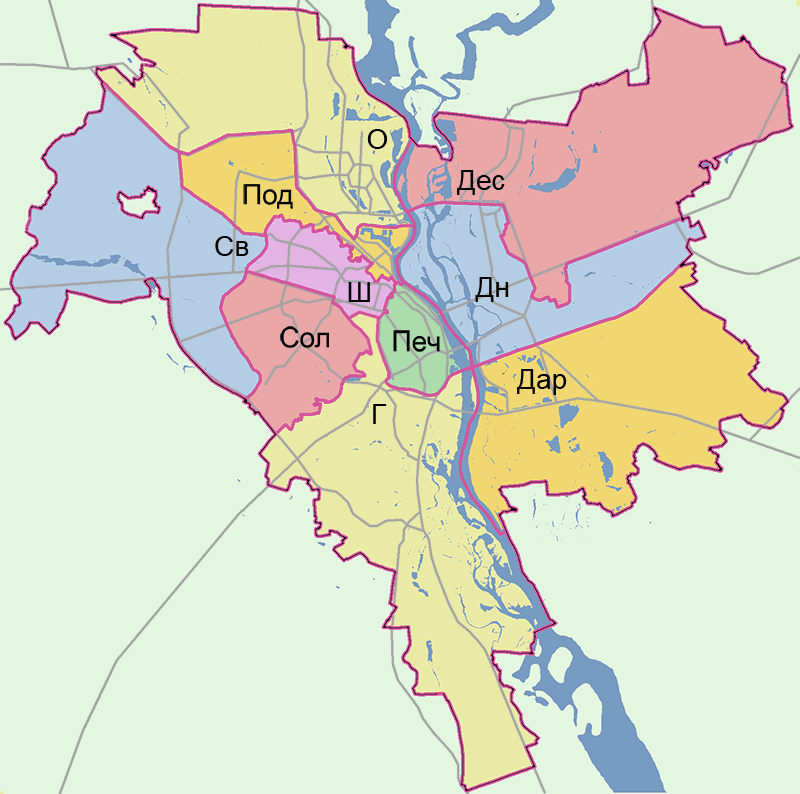
Дн — Дніпровський район

Дніпровський районний суд міста Києва — загальний суд першої інстанції, юрисдикція якого поширюється на Дніпровський район столиці України — міста Києва.
Згідно з судовою реформою, передбачається ліквідація районних судів та створення замість них окружних. 29 грудня 2017 року видано Указ Президента України, яким Дніпровський районний суд ліквідовано, а на його місці створений Перший окружний суд міста Києва. Проте, на даний час Указ не реалізований.

## Структура
У суді 35 штатних посад судді та 120 — працівників апарату.
За адресою Пластова вулиця, 3 знаходяться кабінети голови суду, 12-ти інших суддів, керівника апарату та ін. відділи. За адресою Олександра Кошиця, 5 знаходяться кабінети 12-ти суддів, заст. керівника апарату та ін. відділи.

## Керівництво
Голова суду — Бірса Оксана Володимирівна
 Заступник голови суду —
 Керівник апарату — Корович Олексій Сергійович.

## Резонанс
- 20 квітня 2011 — вирок колишньому народному депутатові Віктору Лозінському у вигляді 15 років позбавлення волі[6] (пом'якшений судами вищих інстанцій).
- 18 липня 2017 — суд наклав штраф у 8,5 тис. грн на пранкера Віталія Седюка, який вибіг на сцену під час виступу Джамали на Євробаченні у Києві[7].
- з 2017 року розглядається справа про побиття Віталієм Шабуніним Всеволода Філімоненка[8].
- Справа Романа Лягіна (терориста із ДНР, який захопив фонд «Ізоляція» і перетворив його на в'язницю «Ізоляція»)[9].

### Відомі судді цього суду
- Шевчук Петро Іванович
- Чаус Микола Олексійович
- Калєтнік Ігор Григорович.